# Jabs Newby
Jabulani "Jabs" Newby (Toronto, Ontario, 15 de agosto de 1991) es un jugador de baloncesto canadiense con nacionalidad jamaicana que actualmente se encuentra sin equipo. Con 1,88 metros de altura juega en la posición de base.

## Trayectoria Deportiva
Jabs es un jugador jamaicano-canadiense que puede alternar las posiciones de base y escolta. Newby tuvo su formación universitaria estadounidense en las Universidades de Eastern Kentucky, NCAA Division I y Gannon University in Erie, Pennsylvania, Division II. 
Como profesional, jugaría durante tres temporadas en la liga profesional canadiense NBL en Saint John y Mississagua. Además, ha formado parte de los Raptors 905 equipo de la D-League vinculado a los Toronto Raptors, 
En la temporada 2015-16, Newby volvió a firmar con los Saint John Mill Rats, siendo su segunda temporada en la NBL canadiense.
En la temporada 2016-17 jugó la Cibacopa en México con los Pioneros de Los Mochis.
En noviembre de 2017, llega a España para jugar en las filas del CB Clavijo en la LEB Oro, en el que jugaría durante dos meses jugando 10 partidos en 136 minutos con 34 puntos, 13 rebotes y 7 asistencias.
En enero de 2017, firma por el Araberri Basket Club de la LEB Oro hasta final de temporada.
En abril de 2020, Newby firmó con los Fraser Valley Bandits de la NBL canadiense. 
En julio de 2020, Newby se compromete con Círculo Gijón de la LEB Plata, la tercera división española.
En la temporada 2021-22, regresa a los Fraser Valley Bandits de la NBL canadiense.
El 7 de febrero de 2022, firma por el FC Cartagena CB de la LEB Plata, la tercera división española.
El club Caribbean Storm Islands de la Liga Wplay de Baloncesto de Colombia lo contrató en abril de 2023 para jugar el torneo de apertura de la temporada 2023.

## Internacional
Es internacional con la selección de baloncesto de Jamaica en modalidad 3x3, habiendo disputado la FIBA AmeriCup 3x3 con el equipo en 2021 y 2024.